# Myriangium haraeanum
Myriangium haraeanum är en svampart som beskrevs av F.L. Tai 1933. Myriangium haraeanum ingår i släktet Myriangium och familjen Myriangiaceae.   Inga underarter finns listade i Catalogue of Life.